# Bonaventura Bassegoda i Amigó
Bonaventura Bassegoda i Amigó (Barcelona, 16 de maig de 1862 - 29 de novembre de 1940) fou un arquitecte i escriptor català. Fou pare dels també arquitectes Bonaventura Bassegoda i Musté (1896-1987) i Pere-Jordi Bassegoda i Musté (1892-1988).

## Biografia
Els Bassegoda eren una família de paletes originària del poble de Bassegoda (municipi d'Albanyà, Alt Empordà), que es traslladaren a principis del segle xixa Barcelona. Els membres de la primera generació varen ser Pere Bassegoda i Mateu (1817-1908), mestre d'obres i contractista amb els seus germans paletes Josep i Bonaventura. Fou autor de la casa Bosch i Alsina a Barcelona.
 Josep era el pare de Bonaventura i dels seus germans: Joaquim Bassegoda i Amigó (1854-1938), amb qui va treballar associat, Ramon-Enric i Josepa.
Fou secretari de la Junta Permanent de l'assemblea olotina de la Unió Catalanista el 1897. Milità a la Lliga de Catalunya i fou membre de l'Acadèmia de Bones Lletres (1922) i de la Reial Acadèmia Catalana de Belles Arts de Sant Jordi.
Com a escriptor fou premiat als Jocs Florals del 1880, el 1881, el 1884 i el 1885. També fou redactor de La Renaixença, La Ilustració Catalana i L'Avenç, i col·laborà, des del 1905, al Diario de Barcelona i, després, a La Vanguardia.
Com a arquitecte participà en el pla de reforma de Barcelona. Les seves obres més representatives són les cases Rocamora (entre el passeig de Gràcia i el carrer de Casp), la casa Berenguer (carrer de la Diputació) i el col·legi Comtal (1906), amb el que va guanyar el concurs anual d'edificis artístics a Barcelona; el Casino del Masnou, la casa Malagrida d'Olot i l'escola Garcia Fossas d'Igualada (1937)
Fou arquitecte municipal d'Igualada, ciutat on l'any 1940 fou autor de la capella del cementiri vell, que reemplaçà l'anterior capella destruïda durant la Guerra Civil.

## Concepció de l'arquitectura gòtica

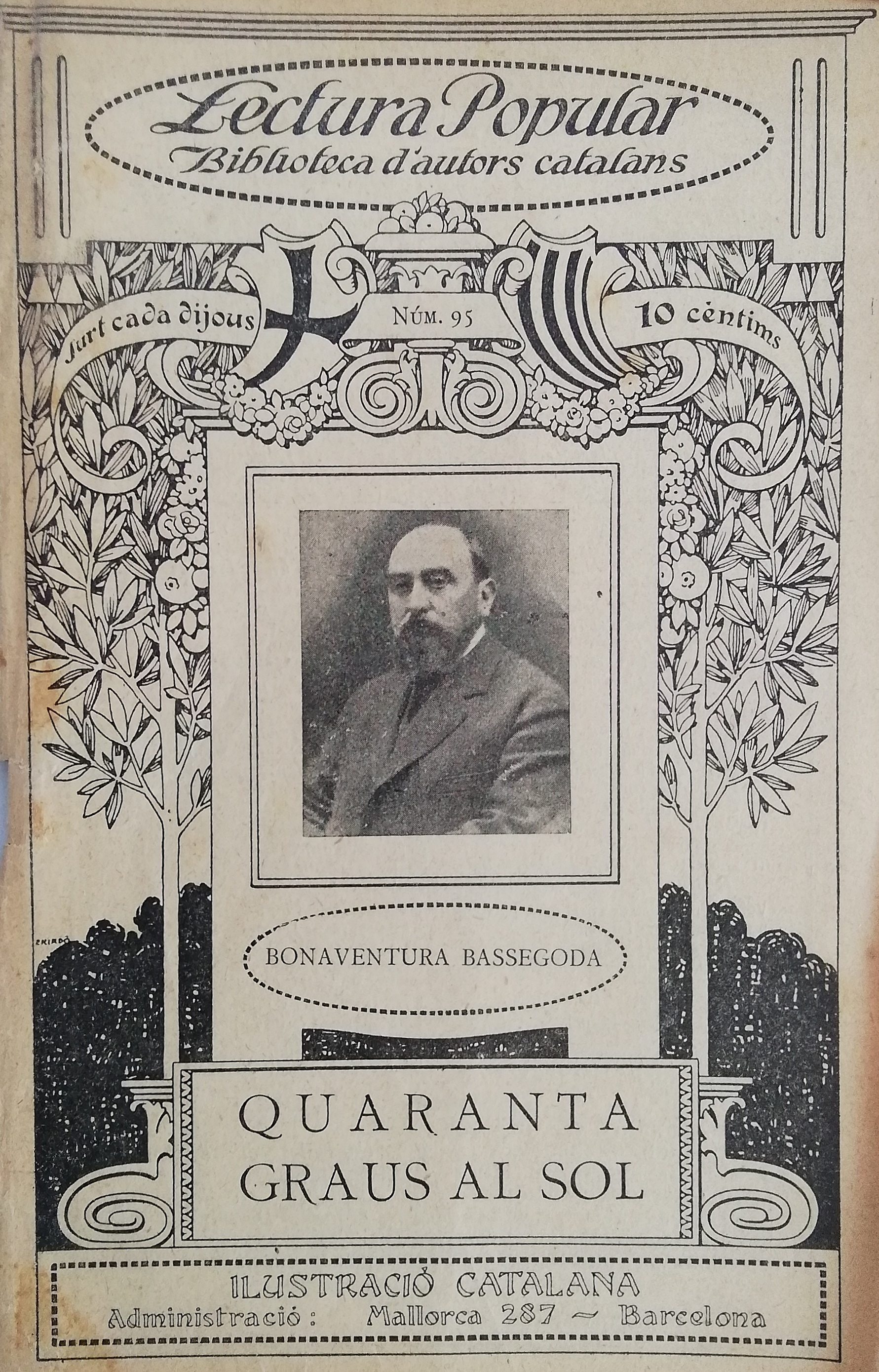
A més de l'arquitectura Bonaventura Bassegoda també conreà el camp de la literatura. A la imatge, una edició de l'obra Quaranta graus al sol, publicada a Barcelona per la col·lecció Lectura Popular Biblioteca d'autors catalans de la Ilustració Catalana cap a l'any 1915

Ambdós germans Bassegoda van fer sengles conferències en què manifestaren obertament què significava per ells l'estil gòtic en el qual s'inspiraven per edificar les seves construccions modernistes: El 1887 el germà gran, Joaquim, feu la seva primera conferència «La catedral de Girona» exposant una primerenca idea sobre l'arquitectura gòtica del país. Aquesta fou ampliada pel germà petit, Bonaventura, el 1896 en una segona conferència «L'arquitectura gòtica a Catalunya». Ambdós assaigs desenvoluparen d'una manera més tècnica i analítica la proposta romàntica esbossada per Pau Milà i Fontanals i Pau Piferrer i Fàbregas uns anys abans, i provant-la amb base a l'arqueologia positivista francesa.
En resum, encimbellaven el romànic com l'art nacional català, qualificant com a genuïnes fins i tot les obres de transició, i reafirmaven la tesi que el gòtic s'havia implantat sobtadament al Llenguadoc (i per tant a Catalunya) arran de la croada contra els càtars. El nostre gòtic, però, molt diferent del francès, creien que s'havia adaptat al país mantenint certes característiques essencials de l'estil anterior. Aquest argument, ja reivindicat per Piferrer, era clarament influït per les tesis romàntico-positivistes de Víctor Hugo i de l'arxiarquitecte Viollet-le-Duc: els quals veien el gòtic com un art laic, i en canvi beneïen el romànic (i la seva continuïtat) en entendre'l com la ortodòxia catòlica.

## Obres literàries
- Viva l'avi! (1885) Joguina lírica
- Pluja d'estiu (1886) Comèdia
- Mero [o Hero] (1887) Monòleg tràgic
- Novel·letes
- Joc de cartes (1887) Comèdia
- De cop i volta. Comèdia
- La bona gent. Novel·leta
- Joventut. Primeres poesies
- Quaranta graus al sol (1886)

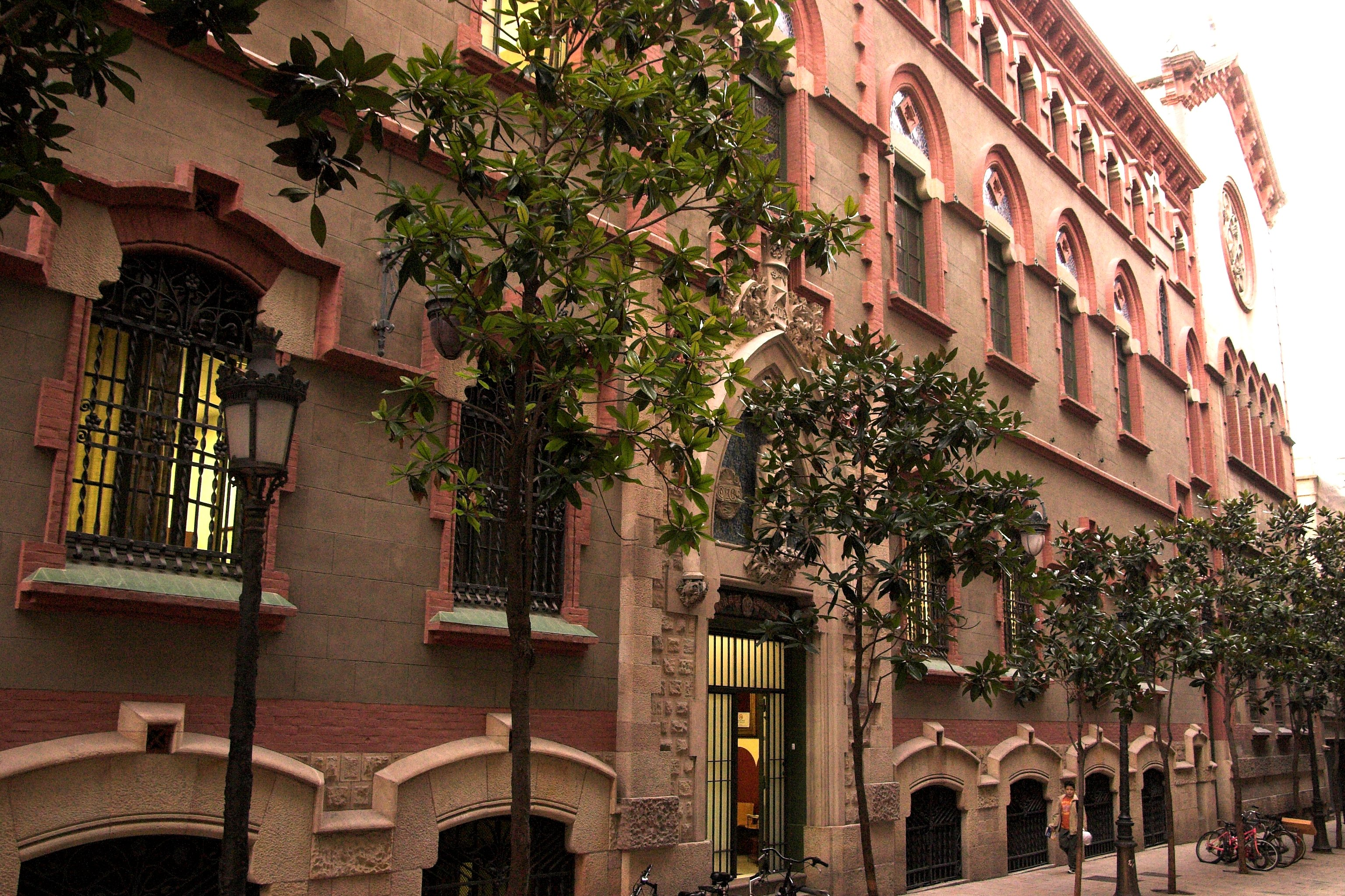
Col·legi La Salle Comtal (1907)
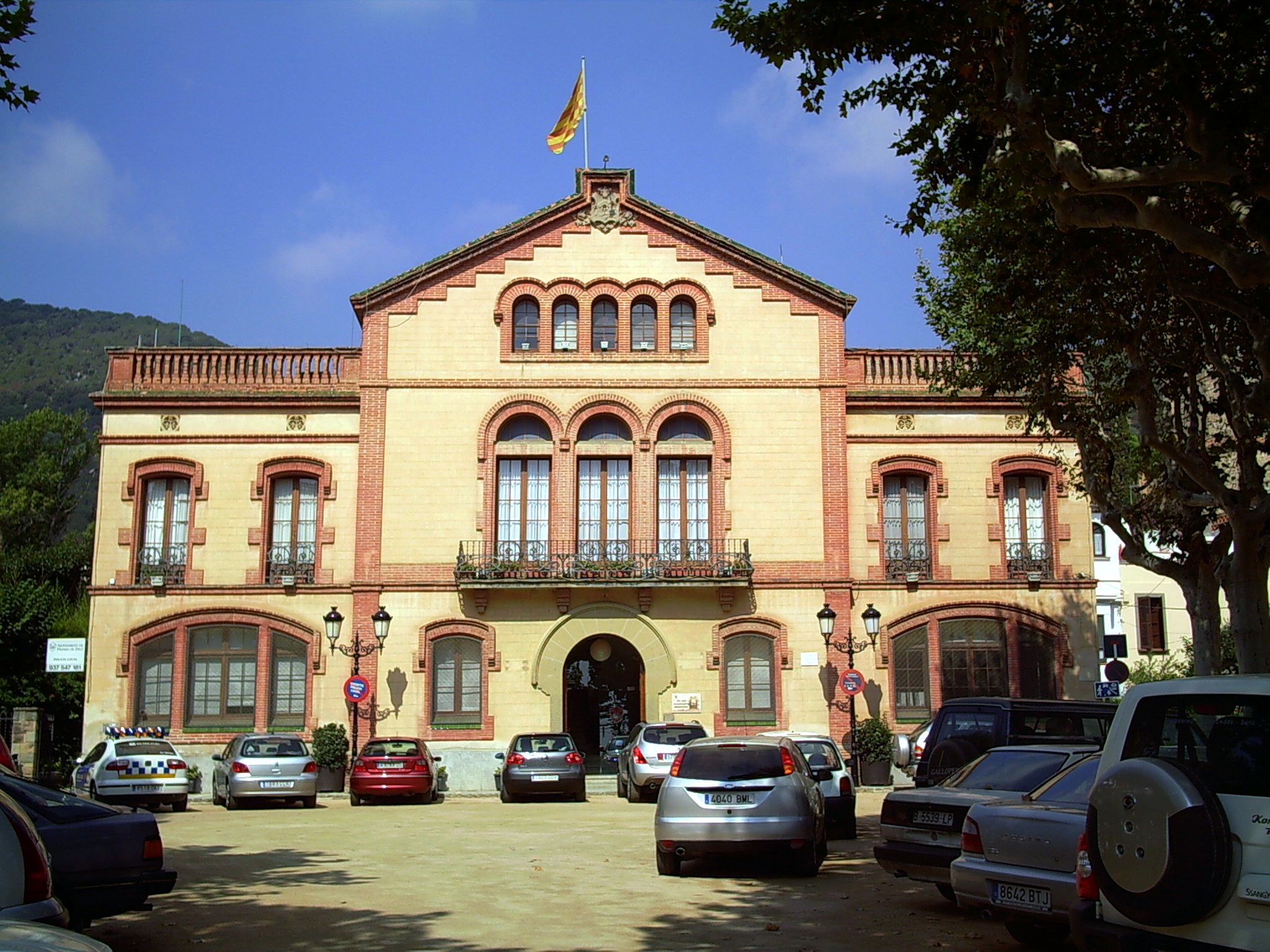
Ajuntament de Premià de Dalt (1914).
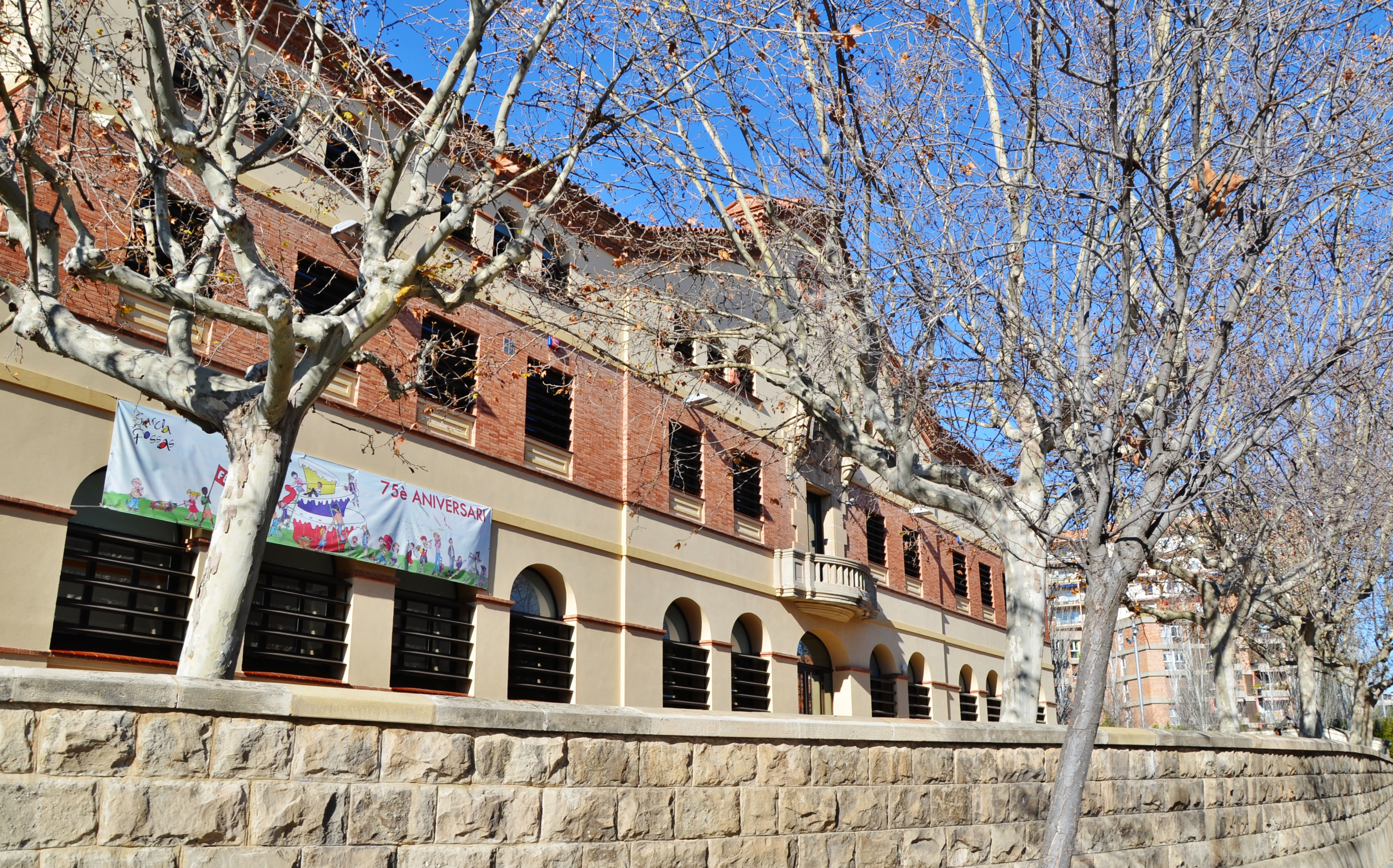
Orfenat finançat per Artur Garcia Fossas, posteriorment obert com a escola Garcia Fossas (1937).
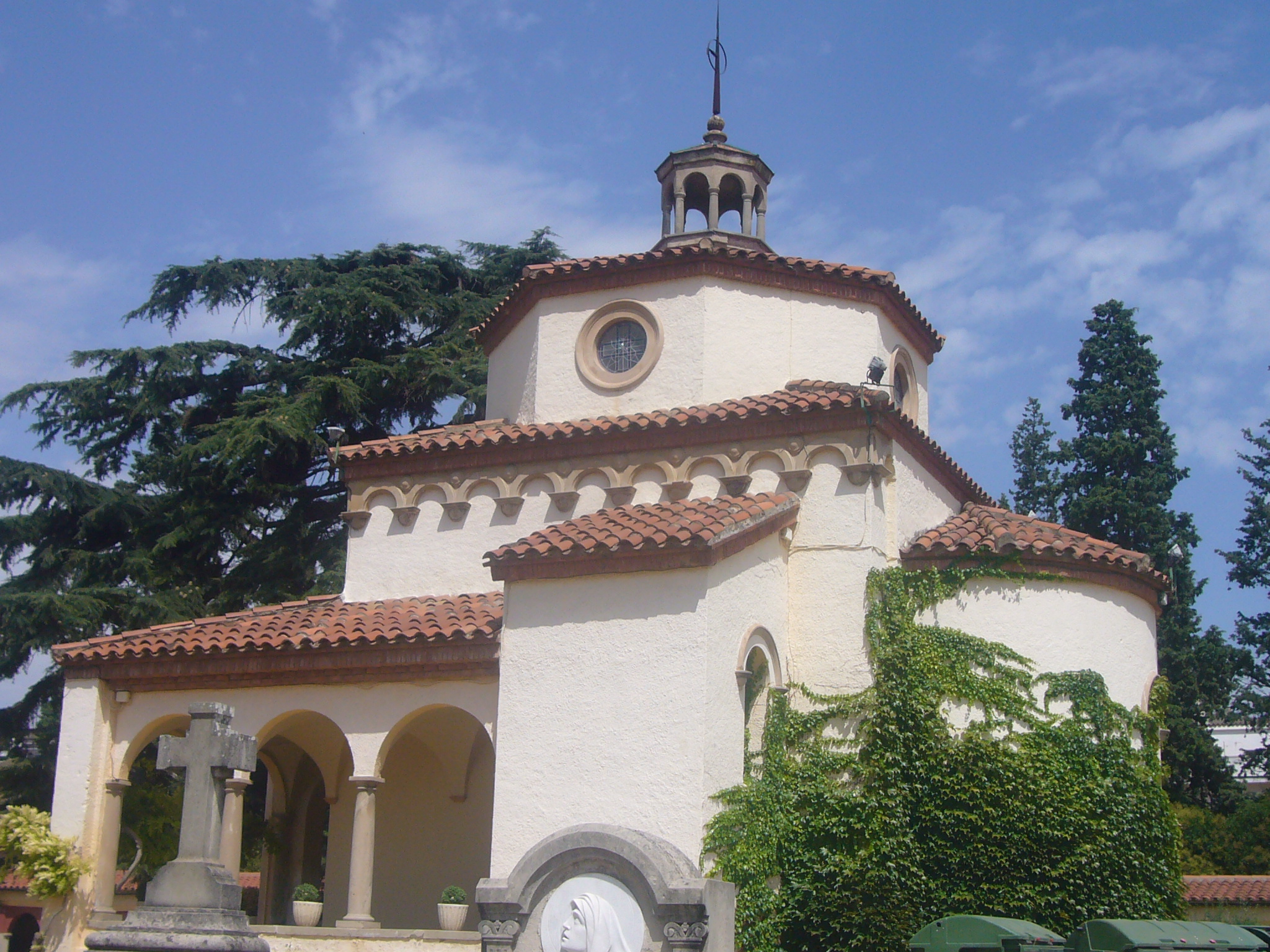
Capella del cementiri vell d'Igualada (1940)